# تونی یبوآه
تونی یبوآه (انگلیسی: Tony Yeboah؛ زادهٔ ۶ ژوئن ۱۹۶۶) بازیکن فوتبال اهل غنا است.
از باشگاه‌هایی که در آن بازی کرده‌است می‌توان به باشگاه فوتبال زاربروکن، باشگاه فوتبال لیدز یونایتد، باشگاه ورزشی الغرافه، باشگاه فوتبال هامبورگ، و باشگاه فوتبال آینتراخت فرانکفورت اشاره کرد.
وی همچنین در تیم ملی فوتبال غنا بازی کرده‌است.